# Dub u Odry
Dub u Odry je soliterní památný strom, který se nachází v chráněné krajinné oblasti Poodří na levém břehu řeky Odry a pravém břehu vodního kanálu Mlýnka nedaleko jezu Studénka u města Studénka. Geograficky náleží do nížiny Oderská brána, okresu Nový Jičín, Moravskoslezského kraje a Horního Slezska.

## Další informace
Dub u Odry je dub letní (Quercus robur), který se nachází na modré turistické trase a cyklotrase 6011. Místo je celoročně volně přístupné. Podle údajů z roku 1998:
| Výška stromu:                   | 28 m                           |
| Obvod kmene (ve výčetní výšce): | 4,65 m                         |
| Ochranné pásmo stromu:          | vyhlášené v souladu se zákonem |
| Datum prvního vyhlášení:        | 6. října 1998                  |
| Odhad stáří k roku 2023         | asi 275 let                    |

Strom je v dobré kondici.

## Galerie

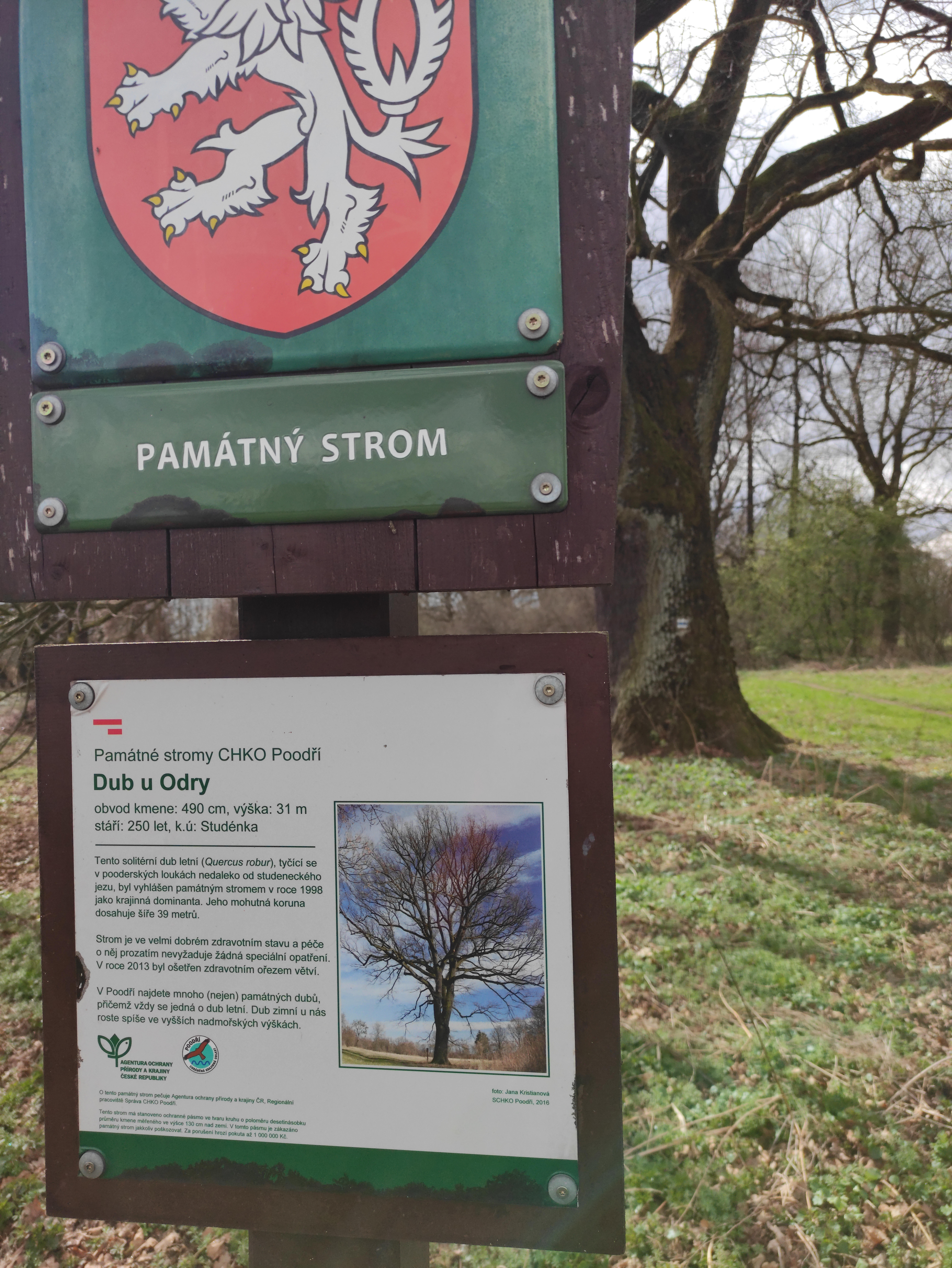
Informační panel u stromu
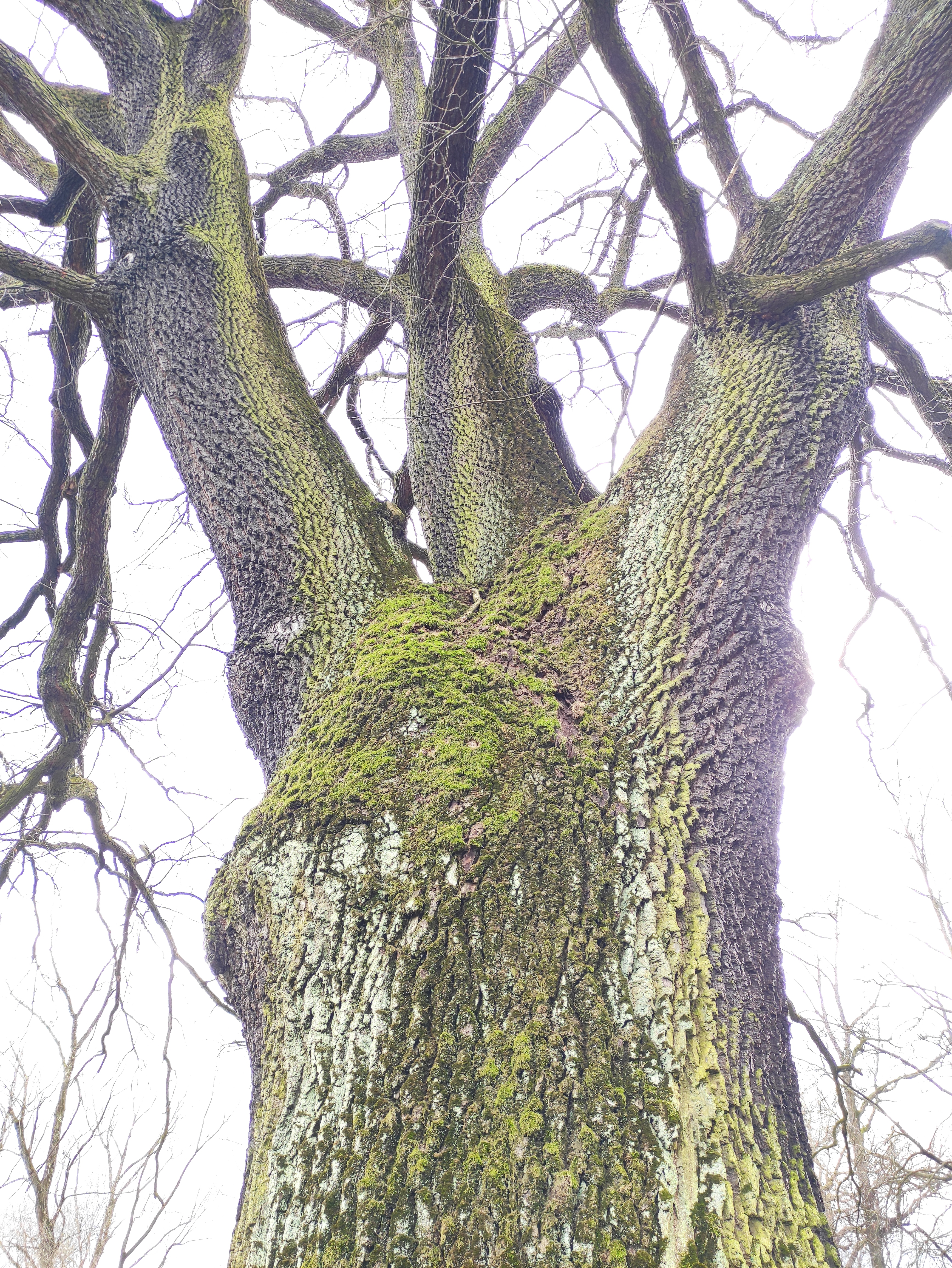
Detail kmene (březen 2023)